# Государственная пограничная служба Туркменистана
Государственная пограничная служба (ГПС) Туркменистана (туркм. Türkmenistanyň Döwlet serhet gullugy; сокращ. TDSG) — государственная военная организация, основной задачей которой является охрана государственной границы Туркменистана.
Государственная пограничная служба Туркменистана была создана 11 августа 1992 года указом президента Туркменистана.
Руководит ГПС с 10 апреля 2025 года генерал-лейтенант Кадыров Зарядмырат Патронгулыевич , бывший прежде ректором Института национальной безопасности Туркменистана.

## Миссия
Основными задачами Государственной пограничной службы Туркменистана являются охрана государственной границы страны, борьба с международным терроризмом, борьба с нелегальной миграцией и торговлей людьми, борьба с контрабандой, незаконным оборотом наркотиков, борьба с распространением компонентов оружия массового поражения, защита нефтегазодобывающих платформ и трубопроводов в туркменском секторе Каспийского моря.

## Руководители
- 1992—1999 — Акмурад Назарович Кабулов, генерал-полковник[3]
- 1999—2002 — Тиркиш Тырмыевич Тырмыев, генерал-майор[4]
- 2002—2003 — Агагельды Мамедгельдыевич Мамедгельдыев, генерал-майор
- 2003—2004 — Аннагельды Гурмушевич Гумманов, генерал-майор
- 2003—2004 — Аннаур Атжанов, генерал-майор
- 17 мая 2004 — 3 ноября 2006 — Оразберды Солтанов, генерал-лейтенант[5]
- 2006—2009 — Байрам Атаевич Аловов, генерал-майор[6]
- 2009—2012 — Мырат Исламович Исламов, генерал-лейтенант
- 2012—2013 — Аман Гараев, генерал-майор
- 2013—2016 — Мырат Исламович Исламов, генерал-лейтенант
- 2013—2018 — Бегенч Гундогдыев, генерал-майор
- 2018[7]—2021 — Шадурды Дурдыев, генерал-майор
- С января 2021 — Нурыев, Язгелди Бяшимович, полковник

## Техника и вооружение
| Название             | Изображение | Производство | Тип          | Количество | Примечания |
| -------------------- | ----------- | ------------ | ------------ | ---------- | ---------- |
| AgustaWestland AW139 |             | Италия       | многоцелевой | 7          |            |
| AgustaWestland AW109 |             | Италия       | многоцелевой | 7          |            |